# 랜들 클라이저
랜들 클라이저(영어: Randal Kleiser, 1946년 7월 20일 ~ )는 미국의 영화 감독이다. 뮤지컬 영화 《그리스》의 감독으로 유명하다.

## 출연 작품
- 러브렉트 (2005)
- 서킷 (2001)
- 크레이지 인 알라바마 (1999)
- 수잔스 플랜 (1998)
- 샤도우 다우트 (1998)
- 이별 파티 (1996)
- 아이가 커졌어요 (1992)
- 블루 라군 2 (1991)
- 늑대 개 (1991)
- 빅 탑 피-위 (1988)
- 격정의 파도 (1987, North Shore)
- 협곡의 실종 (1986)
- 그랜드뷰, U.S.A. (1984)
- 썸머 러버스 (1982)
- 블루 라군 (1980)
- 그리스 (1978)
- 게더링 (1977)
- 사랑의 화원 (1976)
- 사랑의 승리 (1976)
- 암흑가의 방문객 (1976)
- 경찰 초년병 (1972)
- 닥터 웰비 (1969)
- 프라이하이트 (1966)